# Штефан Преда
Штефан Преда (рум. Ștefan Preda, нар. 18 червня 1970, Плоєшті) — румунський футболіст, що грав на позиції воротаря.
Виступав, зокрема, за клуб «Динамо» (Бухарест), а також національну збірну Румунії.
Триразовий володар Кубка Румунії. Дворазовий чемпіон Румунії.

## Клубна кар'єра
У дорослому футболі дебютував 1993 року виступами за команду «Петролул», у якій провів п'ять сезонів, взявши участь у 154 матчах чемпіонату. 
Своєю грою за цю команду привернув увагу представників тренерського штабу клубу «Динамо» (Бухарест), до складу якого приєднався 1998 року. Відіграв за бухарестську команду наступні три сезони своєї ігрової кар'єри. За цей час виборов титул чемпіона Румунії.
Згодом з 2001 по 2006 рік грав у складі команд «Астра» (Плоєшті), «Університатя» (Крайова), «Динамо» (Бухарест), «Арджеш», «Динамо» (Бухарест), «Арджеш» та «Уніря» (Урзічень). Протягом цих років додав до переліку своїх трофеїв ще один титул чемпіона Румунії.
Завершив ігрову кар'єру у команді «Кімія Бразь», за яку виступав протягом 2006—2007 років.

## Виступи за збірну
У 1994 році дебютував в офіційних матчах у складі національної збірної Румунії.
У складі збірної був учасником чемпіонату світу 1994 року у США.
Загалом протягом кар'єри в національній команді, яка тривала 2 роки, провів у її формі 3 матчі.

## Титули і досягнення
- Володар Кубка Румунії (3):

«Петролул»: 1994-1995
«Динамо» (Бухарест): 1999-2000, 2003-2004
- Чемпіон Румунії (2):

«Динамо» (Бухарест): 1999-2000, 2003-2004